# Cycas dolichophylla
Cycas dolichophylla är en kärlväxtart som beskrevs av K.D. Hill, T.H. Nguyen och K.L. Phan. Cycas dolichophylla ingår i släktet Cycas, och familjen Cycadaceae. IUCN kategoriserar arten globalt som nära hotad. Inga underarter finns listade i Catalogue of Life.